# 21.ª División (Ejército Popular de la República)
La 21.ª División fue una de las divisiones del Ejército Popular de la República que se organizaron durante la guerra civil española sobre la base de las Brigadas Mixtas. Situada en el frente de Andalucía, la división tuvo un papel poco relevante.

## Historial
La unidad fue creada el 3 de abril de 1937, en el seno del Ejército del Sur. La 21.ª División nació a partir de la militarización del antiguo sector de Granada. Quedó compuesta por las brigadas mixtas 76.ª, 79.ª y 80.ª, con su cuartel general en Jaén. A partir de junio de 1937 la división quedó integrado en el IX Cuerpo de Ejército.

## Mandos
Comandantes
- teniente coronel de infantería Antonio Gómez de Salazar;[1]
- comandante de infantería Martín Calvo Calvo;[4]
- comandante de infantería Carlos Cuerda Gutiérrez;
- mayor de milicias Luis Bárzana Bárzana;
- teniente coronel de infantería Eloy Marín Villanueva;

Comisarios
- Rafael Bonilla Pérez, de la CNT;[5]

Jefes de Estado Mayor
- comandante de infantería José Mondéjar Gil de Pareja;
- mayor de milicias José Rodríguez;

## Orden de batalla
| Fecha             | Cuerpo de Ejército adscrito | Brigadas Mixtas integradas | Frente de batalla |
| ----------------- | --------------------------- | -------------------------- | ----------------- |
| Abril de 1937     | —                           | 76.ª, 79.ª y 80.ª          | Andalucía         |
| Abril de 1938     | IX Cuerpo de Ejército       | 51.ª, 76.ª y 80.ª          | Andalucía         |
| Diciembre de 1938 | IX Cuerpo de Ejército       | 76.ª, 80.ª y 106.ª         | Andalucía         |